# Автозагар
Автозагар (англ. self tanning), средства для загара (англ. tanning products), бронзаторы (англ. bronzers), моментальный загар  — искусственный загар, приобретаемый кожей за счёт перекрашивания верхнего слоя кожи, при этом не требуется воздействие солнечных лучей. Действие автозагара на кожу индивидуально и зависит от типа кожи и некоторых других характеристик. Практически все виды автозагара сушат кожу. Воздействует на кожу благодаря наличию дигидроксиацетона (DHA), действие которого на кожу было открыто немецкими учёными в начале XX века и переоткрыто в 1950-х годах в США.

## Виды автозагара
Бронзанты — специальная краска, которая наносится на кожу, но не впитывается в неё. Такой загар держится пару часов и без особых усилий смывается водой. Так как контакт с кожей минимален, бронзанты безвредны для здоровья.
Автобронзаты — красящий состав, который при нанесении на кожу реагирует с роговым слоем, перекрашивая его в тёмный цвет. Такой загар держится несколько суток.

## Использование автозагара
При использовании автозагара следует руководствоваться инструкцией по применению купленного автозагара.
В основном автозагар используют следующим образом:
1. Перед нанесением автозагара на тело следует проверить влияние крема на небольшом участке кожи. Если результат устраивает, то можно наносить крем на всё тело.
2. На участках нанесения автозагара удалить волосы, которые будут мешать получению ровного загара.
3. Перед процедурой следует принять душ, кожа должна быть чистой и сухой.
4. Наносить средство для загара рекомендуется с ног к плечам. Крем нужно наносить тонким равномерным слоем. Исключение составляют такие зоны, как колени, локти, щиколотки. Эти зоны очень восприимчивы к искусственному загару, на них автозагар наносится в меньшем количестве.
5. При нанесении средства на лицо используют вату, не окрашивая веки и губы.
6. После процедуры средство должно впитаться, нельзя надевать одежду около 30-40 минут после нанесения крема.
7. После процедуры необходимо вымыть руки с мылом.
8. Для поддержания оттенка загара автозагар наносится каждые 3-4 дня.

## Отличия бронзатора от автозагара
Основное отличие бронзатора от автозагара заключается в придании бронзаторами коже мерцающего оттенка. Бронзаты также делятся на два вида — обычные (то есть сами бронзаты) и автобронзаты. Первый вид наносится на кожу, но не впитывается в неё, что позволяет приобрести загар на короткое время (несколько часов), легко смывается. Автобронзаты действуют по принципу автозагара, то есть они окрашивают роговой слой, что позволяет им держаться несколько суток.